# FleetBoston
O FleetBoston Financial foi um banco estadunidense com sede em Boston. Foi criado em 1999 pela fusão do Fleet Financial Group e o BankBoston. Em 2004, o banco foi adquirido pelo Bank of America.